# УФ-окиснення
УФ-окиснення (англ. UV oxidation) —
1. Фотоокиснення, яке відбувається при дії ультрафіолетового опромінення.[1]
2. У хімії води — процес очистки води, що полягає у використанні реакцій окиснення органічних забрудників під дією ультрафіолетового випромінення. Дозволяє отримати високочисту воду з рівнем органічних забрудників нижче від 5 чнмд.